# Cassie (album)
Cassie is het debuut- en enige studioalbum van de Amerikaanse r&b-zangeres Cassie. Het album werd op 8 augustus 2006 uitgegeven op de platenlabels NextSelection, Bad Boy en Atlantic. Cassie werd ontdekt door producer Ryan Leslie die haar hielp met het opnemen van haar demo's. Nadat zij tekende bij Diddy's Bad Boy Records, bleef ze samenwerken met Leslie die het hele album produceerde. Cassie is een experimenteel r&b- en popalbum met hiphopinvloeden.
Het album werd goed ontvangen door critici en geprezen om de productie. Het werd "confectie" genoemd maar ook vergeleken met muziek van Janet Jackson. Het album werd 321.000x verkocht in de Verenigde Staten. Negen jaar na de eerste verschijning werd het album heruitgebracht op vinyl.
Me & U werd als eerste single uitgebracht op 16 mei 2006. Het piekte op #1 in de Hot R&B/Hip-Hop Songs en op #3 in de Billboard Hot 100. Long Way 2 Go werd op 28 augustus 2006 uitgebracht als tweede en laatste single. Het deed het niet zo goed als Me & U in de Verenigde Staten en bereikte slechts #97 in de Hot 100. Internationaal scoorde de single beter. Long Way 2 Go bereikte de top veertig in verschillende landen waaronder #12 in het Verenigd Koninkrijk.

## Nummers
| Nr. | Titel                            | Schrijver(s) | Duur |
| --- | -------------------------------- | --- | ---- |
| 1.  | Me & U                           | Ryan Leslie | 3:12 |
| 2.  | Long Way 2 Go                    | Leslie, Cassie Ventura                                                                                                  | 3:39 |
| 3.  | About Time                       | Leslie, Younness Maroufi                                                                                                | 3:33 |
| 4.  | Kiss Me                          | Leslie, Angela Beyincé, Vidal David, Garrett Hamler, Andre Harris, Beyoncé Knowles, Kelendria Rowland, Tenitra Williams | 4:07 |
| 5.  | Call U Out                       | Leslie, Brandon Fletcher                                                                                                | 3:32 |
| 6.  | Just One Night                   | Leslie | 4:06 |
| 7.  | Hope You're Behaving (interlude) | Leslie, Ventura | 0:36 |
| 8.  | Not with You                     | Leslie, Maroufi | 3:17 |
| 9.  | Ditto                            | Leslie, Corey Williams                                                                                                  | 3:34 |
| 10. | What Do U Want                   | Leslie, Galadriel Masterson, Hopey Rock, Ventura                                                                        | 3:13 |
| 11. | Miss Your Touch                  | Leslie, Chino Lewis | 2:33 |